# عملية روميو

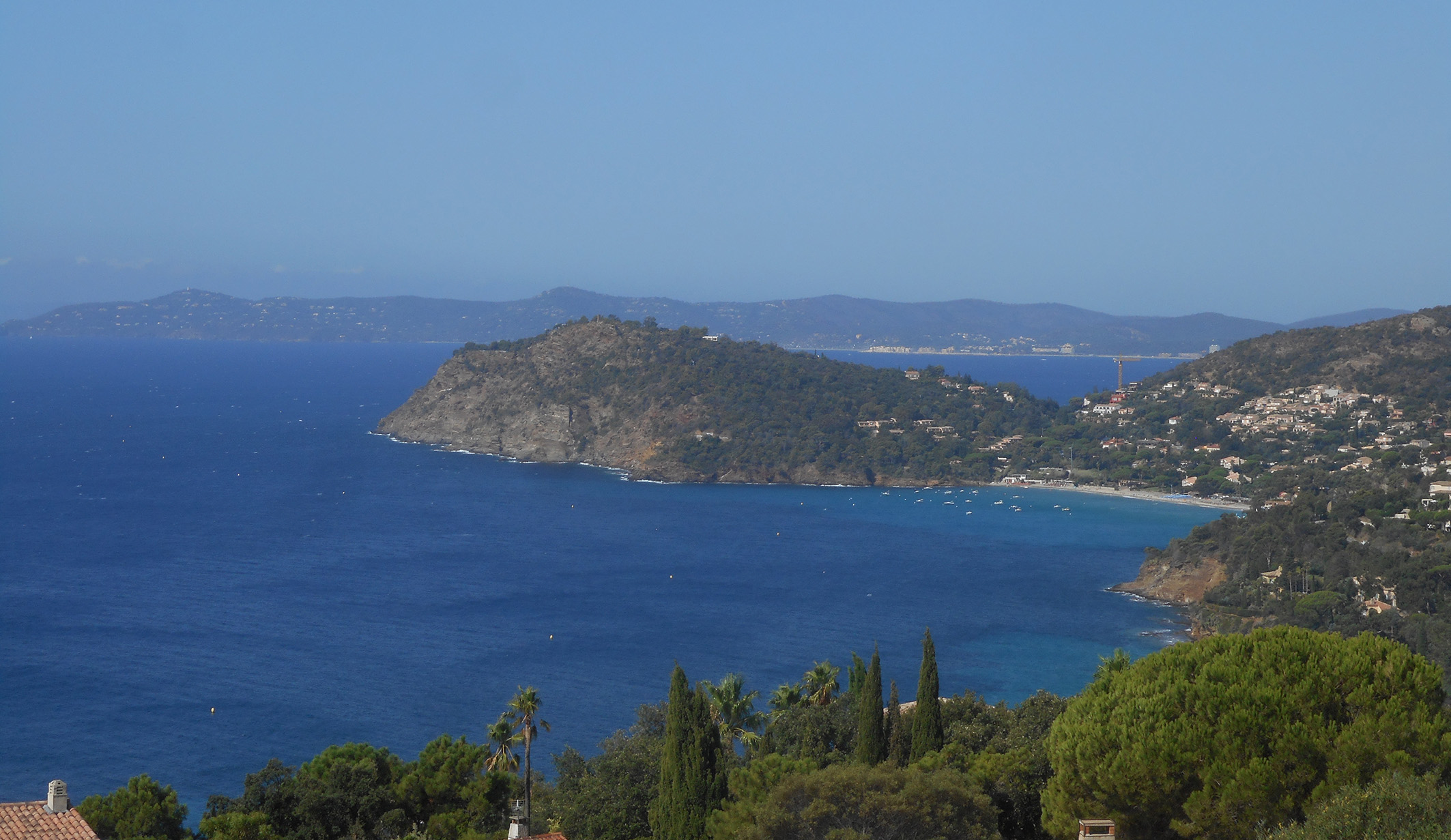

عملية روميو (بالإنجليزية: Operation Romeo)‏ هي عملية قامت بها قوات الكوماندوز الفرنسية في الحرب العالمية الثانية لإبطال فاعلية المدفعية الألمانية المتمركزة على منحدرات كاب نيغر (بالفرنسية: Cap Nègre)‏. وقعت أحداث هذه العملية في المساء السابق لعملية دراغون، وهي عملية الغزو الرئيسية للجنوب الفرنسي.
تكونت القوة من 800 من المغاوير الفرنسيين التابعين لقوة كوماندوز شمال إفريقيا الأولى (بالفرنسية: 1er Commando Français de l'Afrique du Nord)‏، بقيادة المقدم جورج-ريجي بوفيه (بالفرنسية: Georges-Régis Bouvet)‏، وكان الأسطول المهاجم يتكون من السفينتين الكنديتين برنس ديفيد (سفينة القيادة) وبرنس هنري، والسفينتين الهولنديتين البريطانيتين برنسيس بياتريكس وبرنس ألبرت وأربعة زوارق طوربيد أمريكية.
في الساعة 0130 من يوم 15 أغسطس 1944 تم إنزال طليعة القوات المهاجمة، التي تكونت تمن 95 فرد كوماندوز من السفينة "برنس ديفيد"، بينما كانت بقية القوة المهاجمة تنتظر في عرض البحر، وكان على القوة أن تتسلق منحدرًا ارتفاعه 350 قدمًا (107 مترًا) لتصل إلى هدفها. وبعد نصف ساعة قاموا بإرسال إشارة إلى رفاقهم بنجاحهم في إسكات مواقع مدفعية العدو، فقامت بقية القوات بالنزول إلى الساحل وقام حوالي 700 من جنود الكوماندوز بالتحرك السريع والانتشار على الطريق الرئيس بين طولون والريفييرا.
قتل في هذه العملية 300 جندي ألماني وأُسر 700 آخرون، بينما قُتل من الكوماندوز الفرنسيين 11 رجلًا وجُرح خمسون. وقد حافظت القوة المغيرة على مواقعها حتى جاءها الفيلق السادس من الشرق في 15 أغسطس 1944.